# OrCAD
OrCAD – pakiet programów do Electronic Design Automation rozwijany od połowy lat 80. XX w.

## Produkty
W skład pakietu wchodzą:
- OrCAD Capture – program do tworzenia schematów[2],
- OrCAD PSpice – do symulacji funkcjonalnej obwodów elektronicznych[3]
- OrCAD PCB Designer – oparty na technologii Allegro, program do projektowania obwodów drukowanych (PCB),
- OrCAD Signal Explorer – do symulacji Signal Integrity,
- OrCAD Capture CIS – interfejs bazodanowy wspierający ODBC.